# 滑川渓谷
座標: 北緯33度46分22.521秒 東経133度0分18.346秒 / 北緯33.77292250度 東経133.00509611度

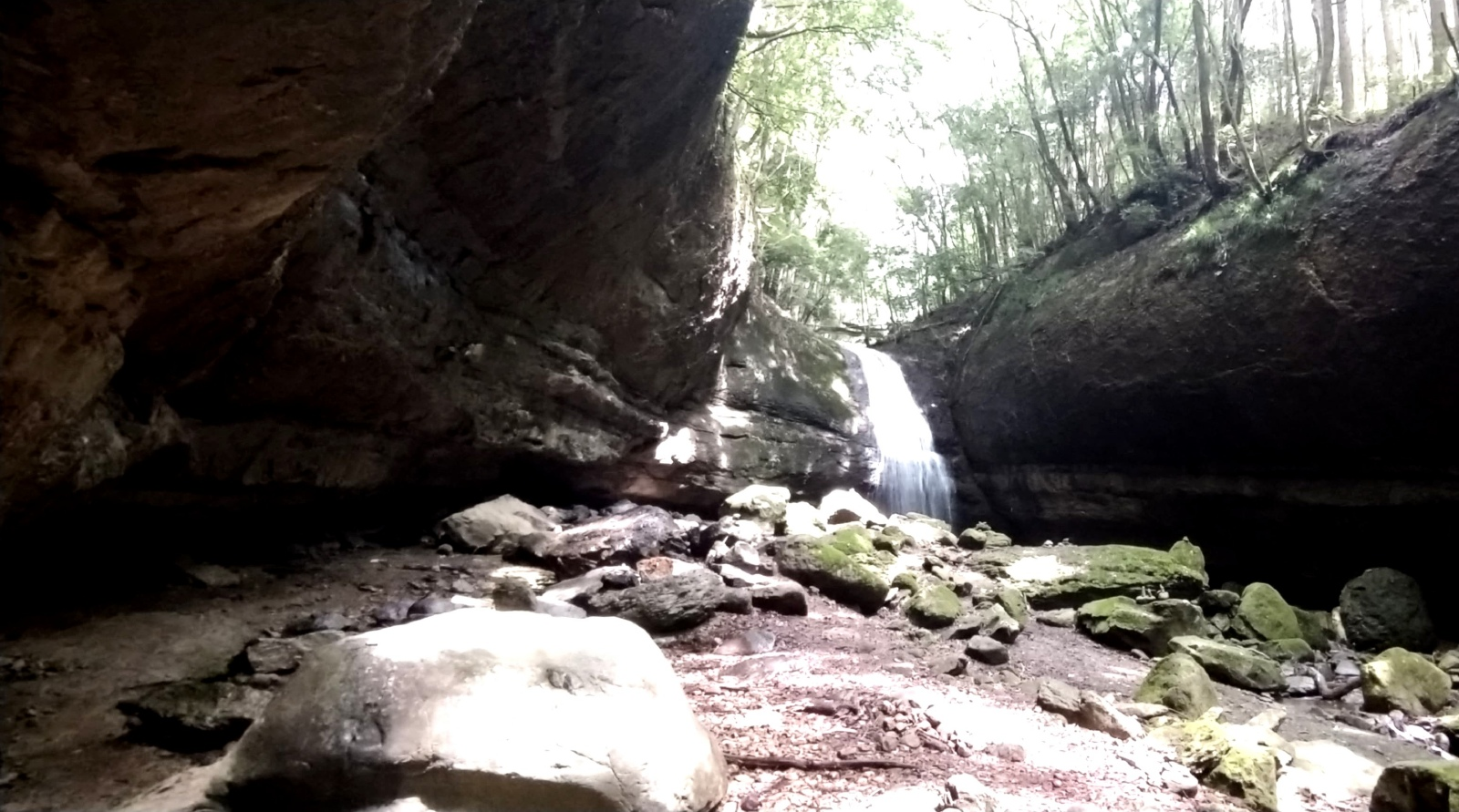
滑川渓谷　奥の滝

滑川渓谷（なめかわけいこく）は愛媛県東温市海上（かいしょ）に位置する渓谷。四国八十八景62番に「自然が創り出した芸術の世界」として選定。

## 概要
中山川の支流である滑川に亘る渓谷で、周囲を四国山地の高峻な山々に囲まれ、入口付近で標高525メートルに達する。皿ヶ峰連峰県立自然公園にあり、約1kmの遊歩道が整備されている。四国のみずべ八十八カ所56番。
ナメラ岩と呼ばれる一枚岩が約1km続く上を水が流れ、その中を木の橋で渡ったり、水に濡れながら渡ったりと渓流に親しみながら水の近くを散策する遊歩道であり、両側の岩壁は砂礫岩が長い年月で浸食された岩肌となる渓谷である。
一番の見どころは遊歩道の終点で白く一筋に流れる奥の滝のある龍の腹と呼ばれる三方を岩壁で囲まれ空は木々で鬱蒼とし昼でも薄暗い幽麗な空間である。

## 経路
上流に向かって、潮嶽、前の滝、龍の尾、箕渕、熊の爪、犬くぐり、龍の腹、奥の滝と名付けられた部分がある。駐車場からの入口から行くと潮嶽、前の滝は通らず、休憩所の滑川清流ハウスと最後のお手洗いから始まりその先の中の原から奥の滝まで600mであり途中3m程の鉄梯子を上る箇所が一か所ある。潮嶽へは、お手洗いの先を左に下りて5m程の鉄の梯子を四か所降りて下流に向かうと途中に前の滝があり250mで潮嶽がありその先の赤い橋を渡って下って行くと県道に出るが、こちら方向には人通りが少ないので道が不鮮明な部分がある。

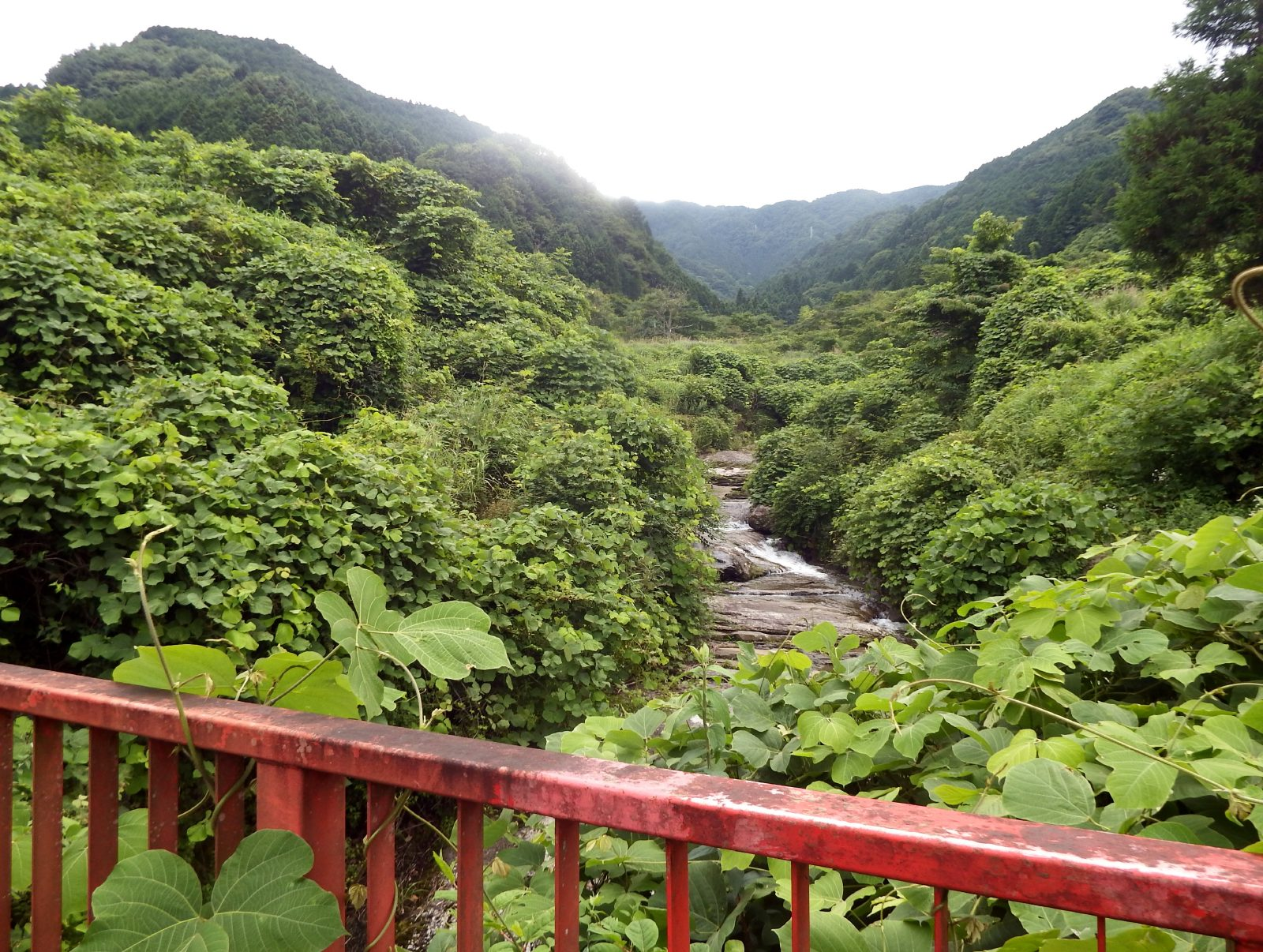
渓谷の入口付近
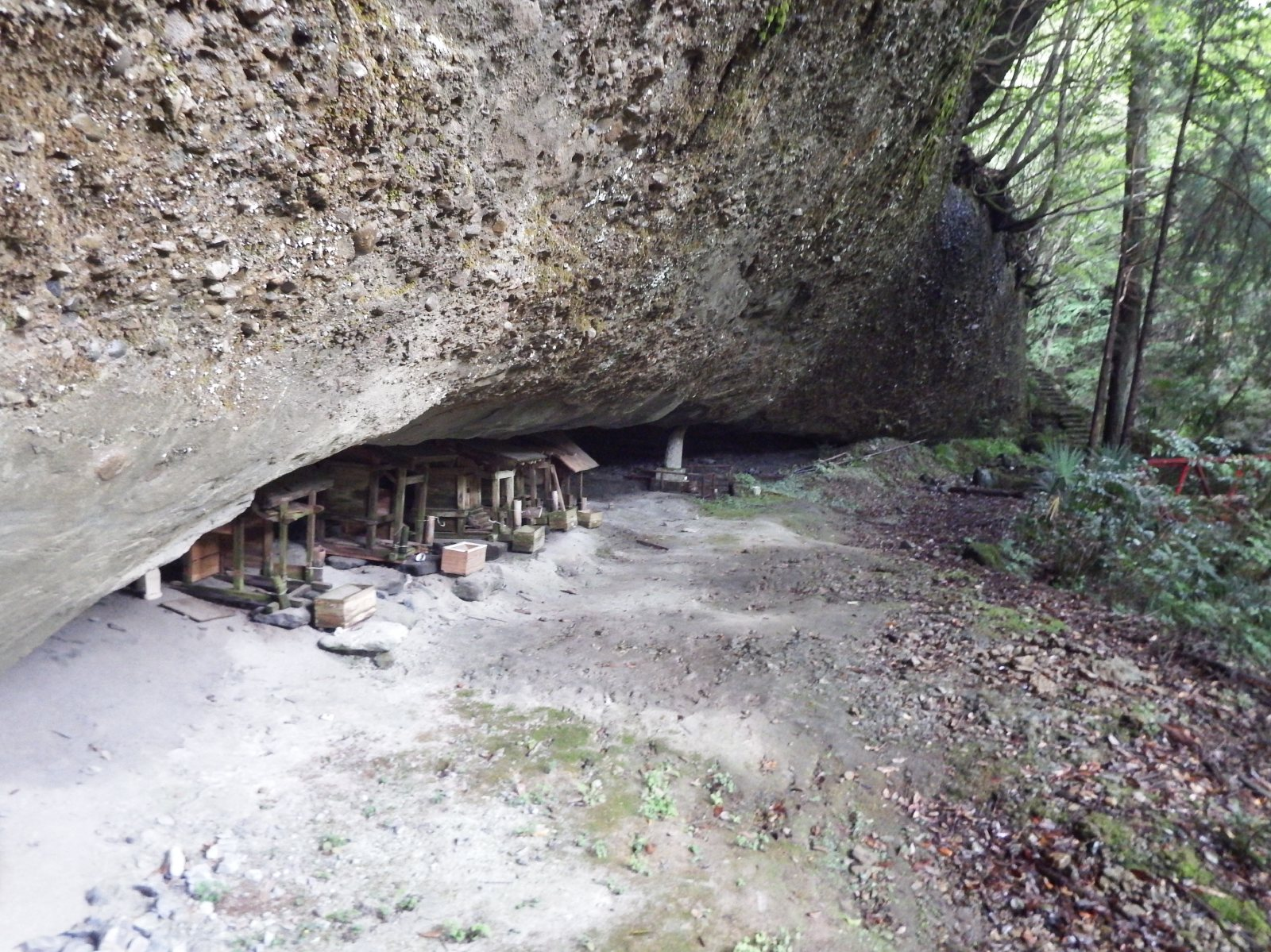
潮嶽
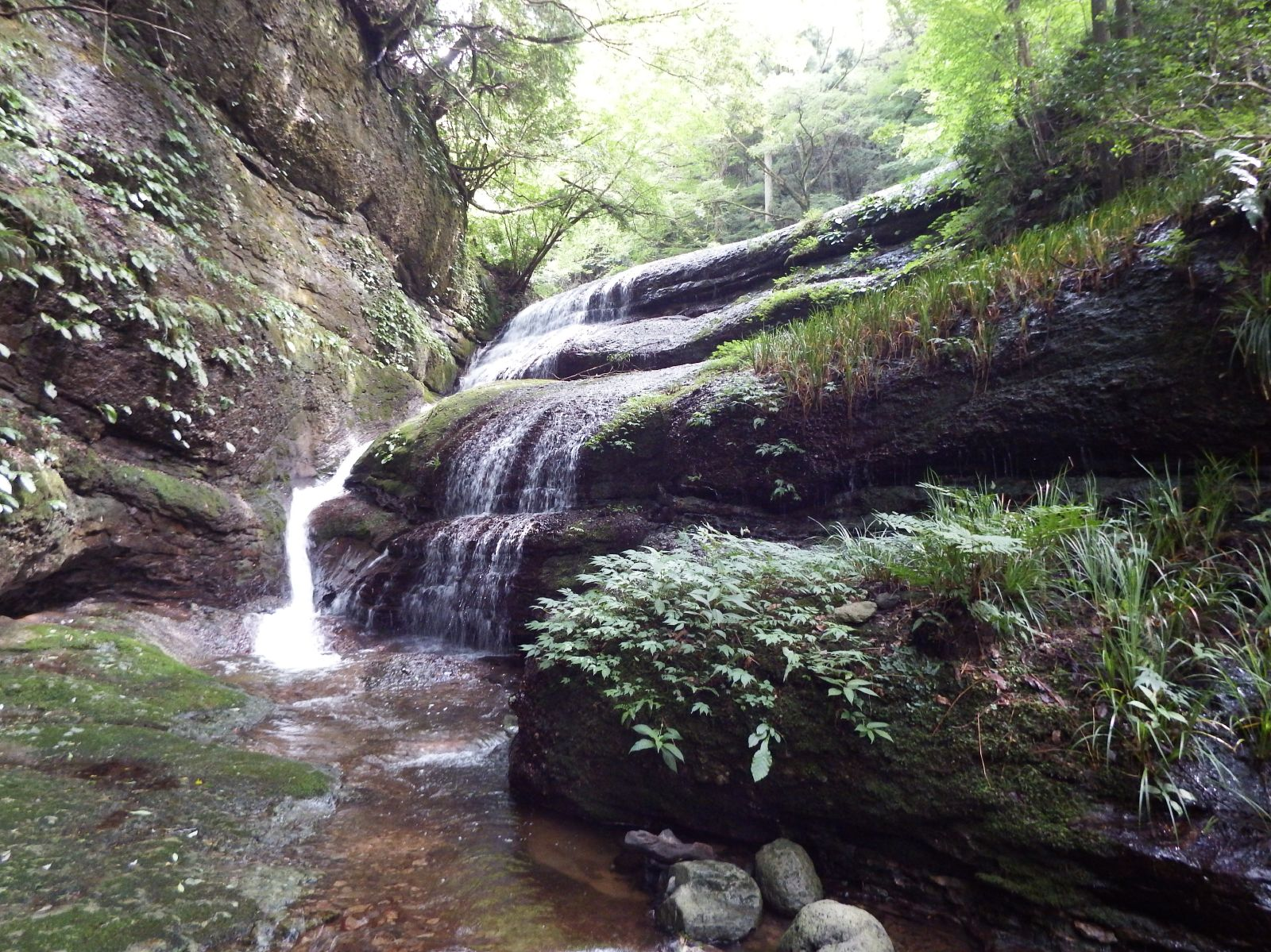
前の滝
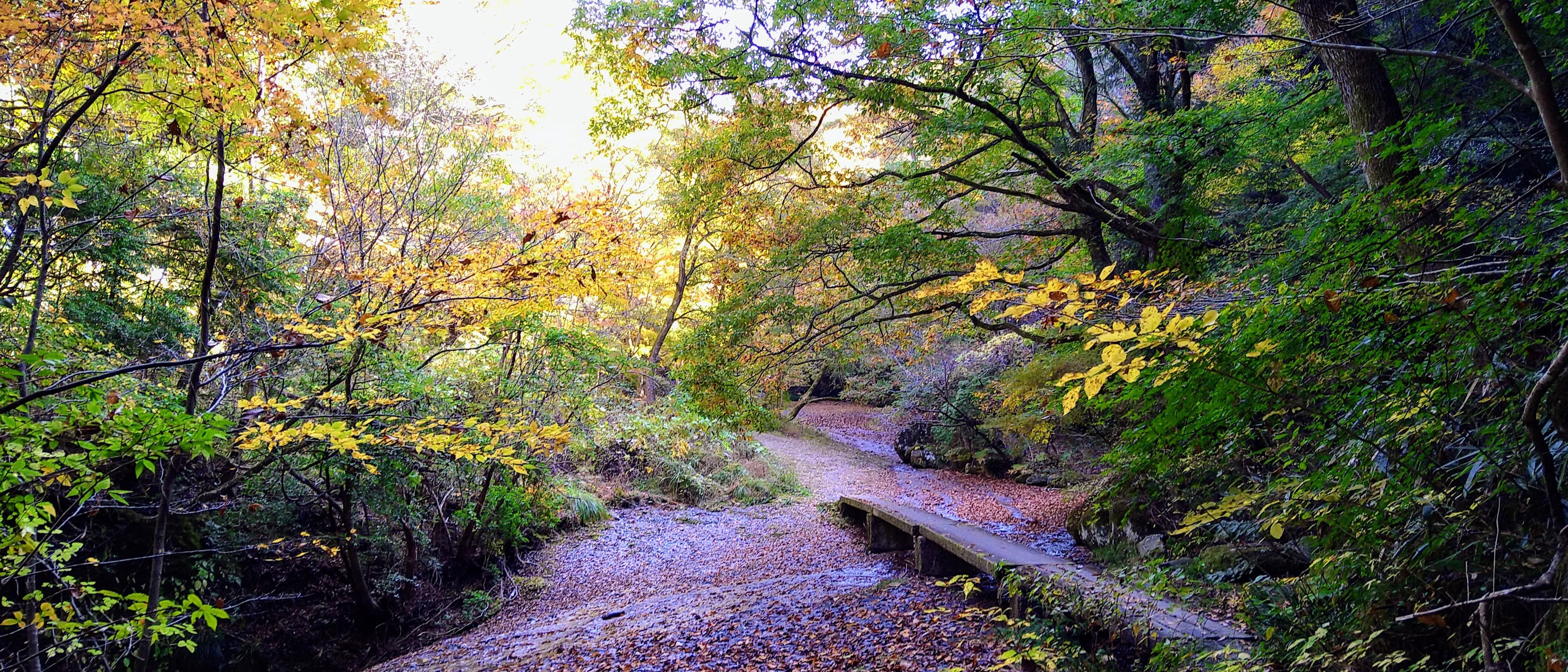
中の原付近
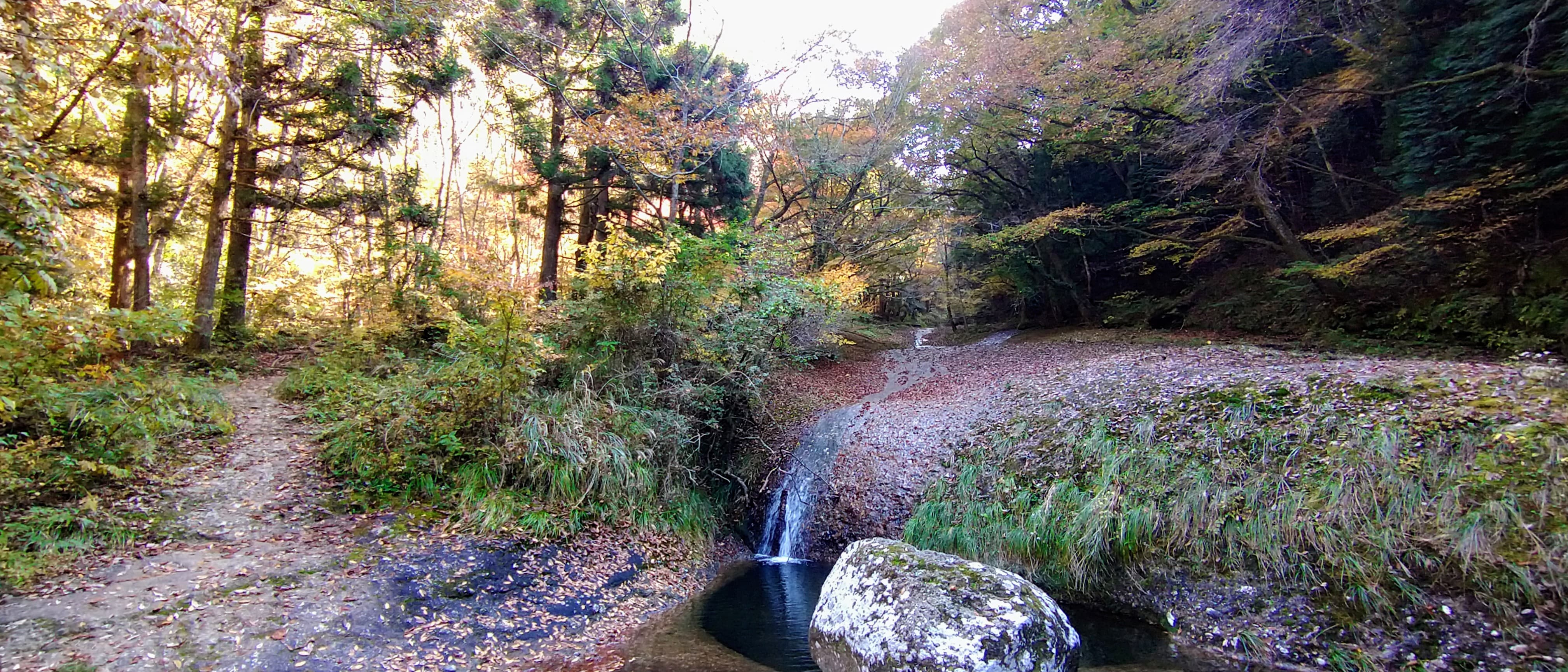
箕渕
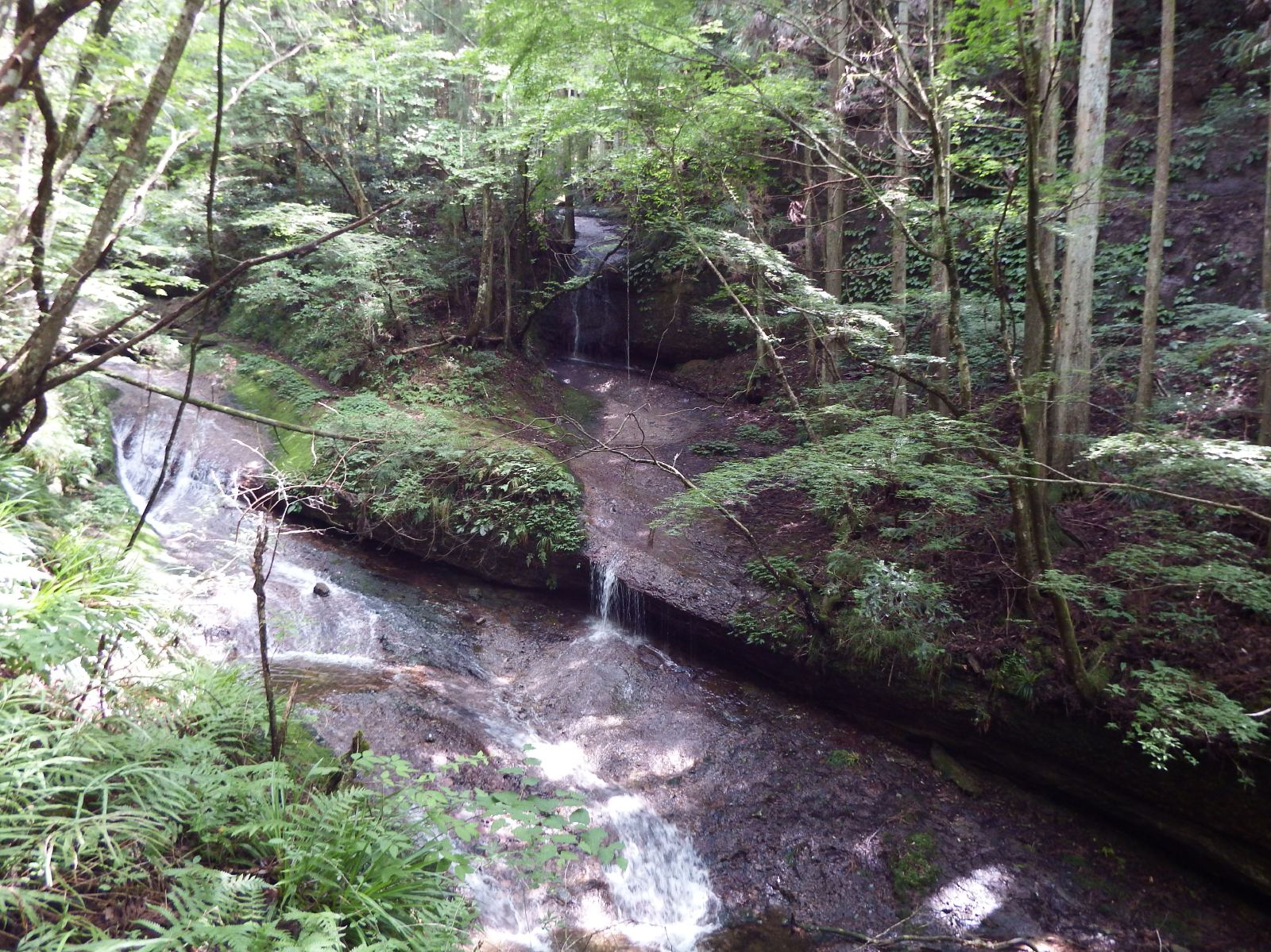
熊の爪付近遠景
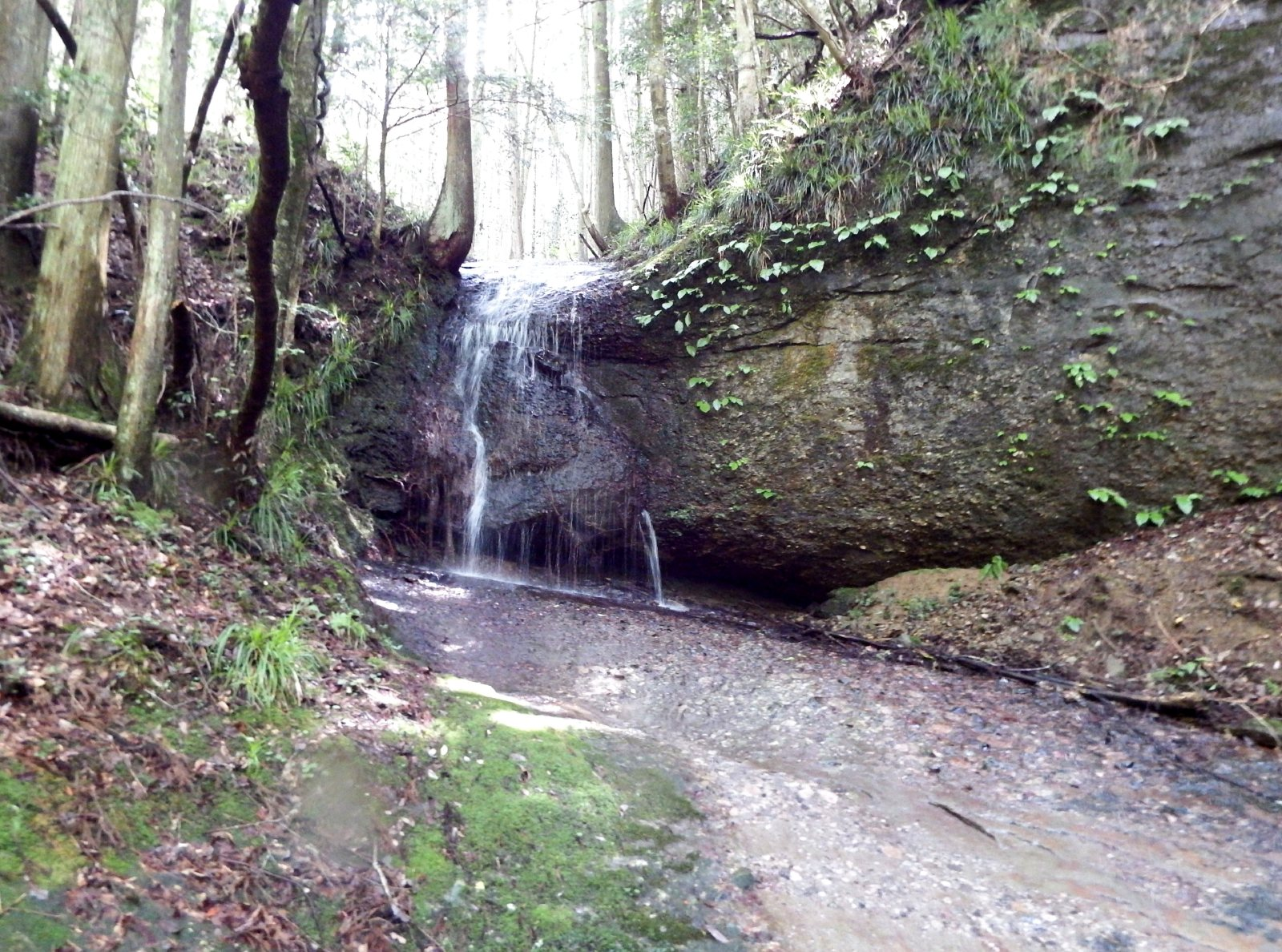
熊の爪
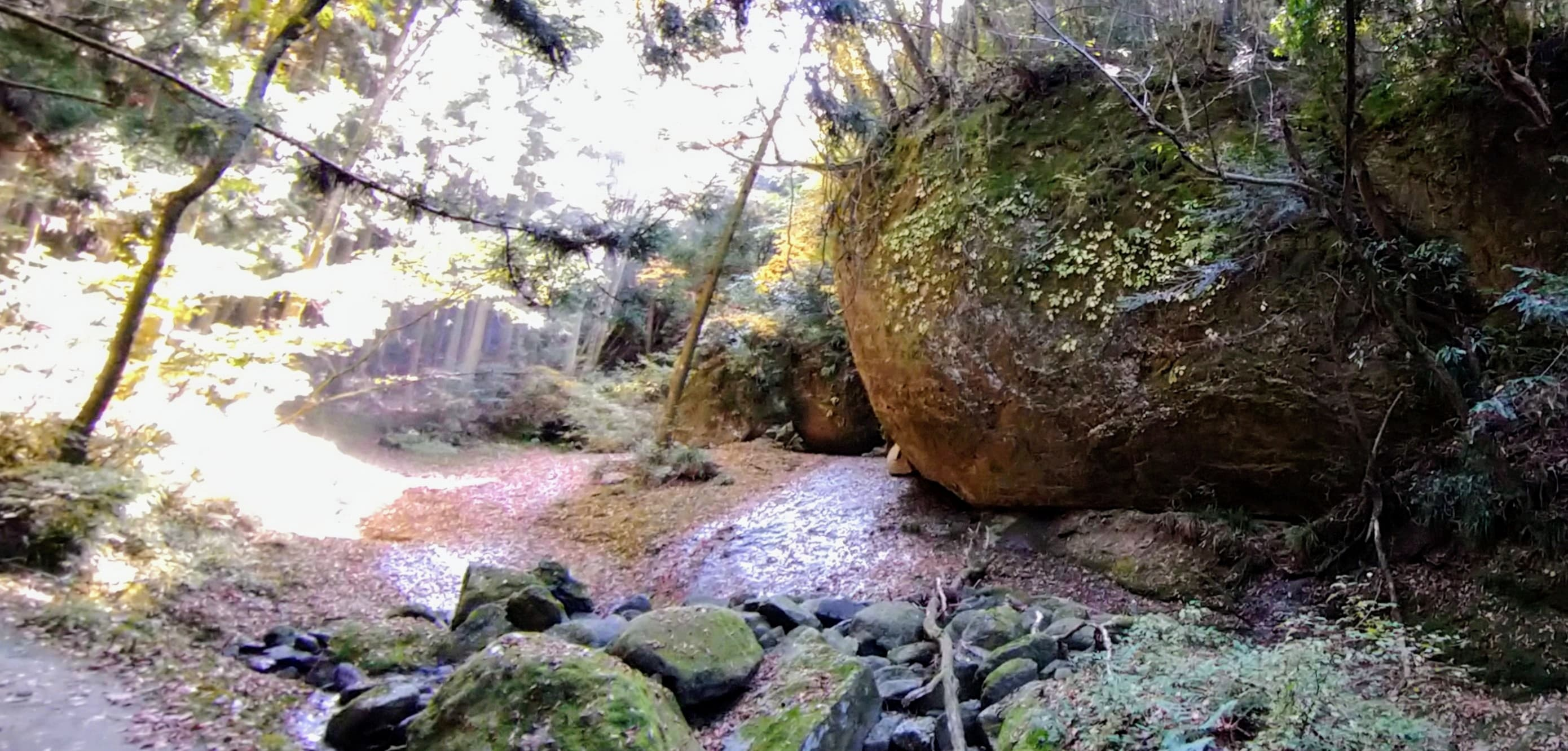
犬くぐり
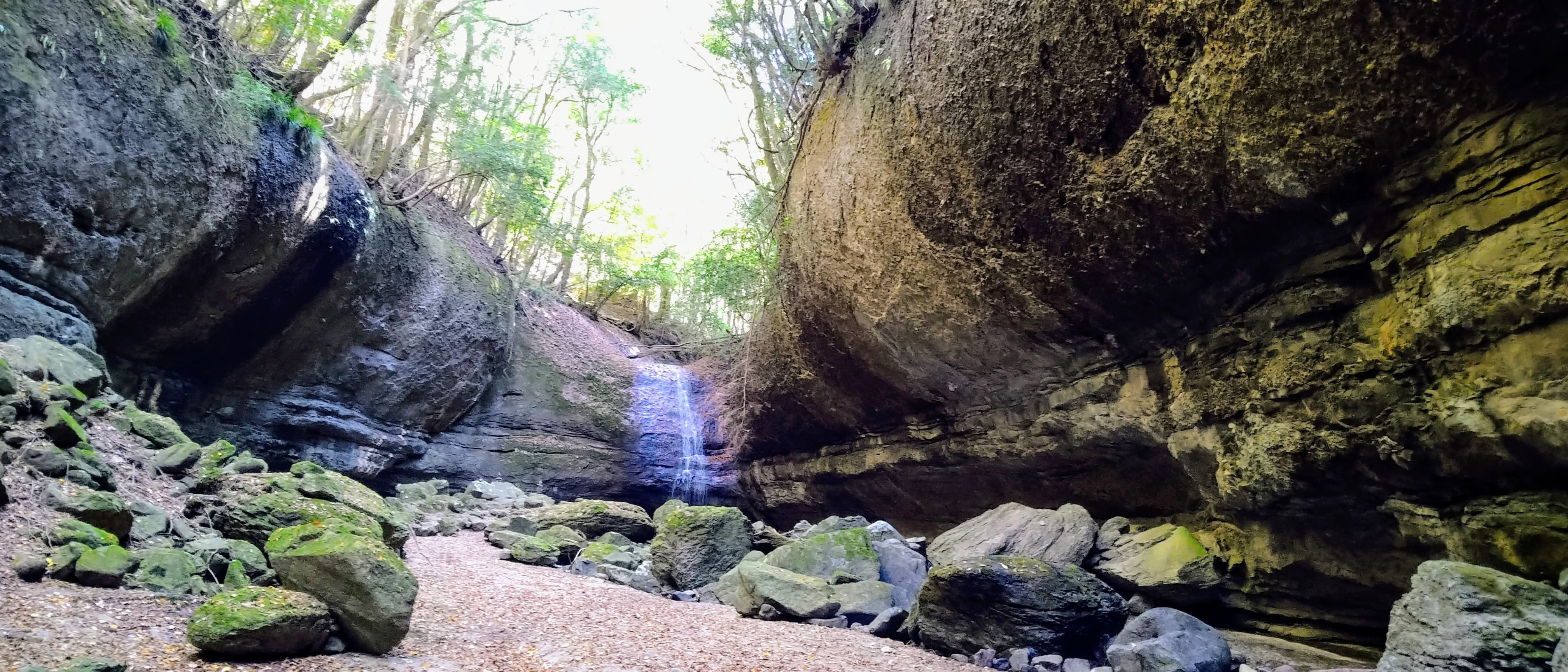
龍の腹
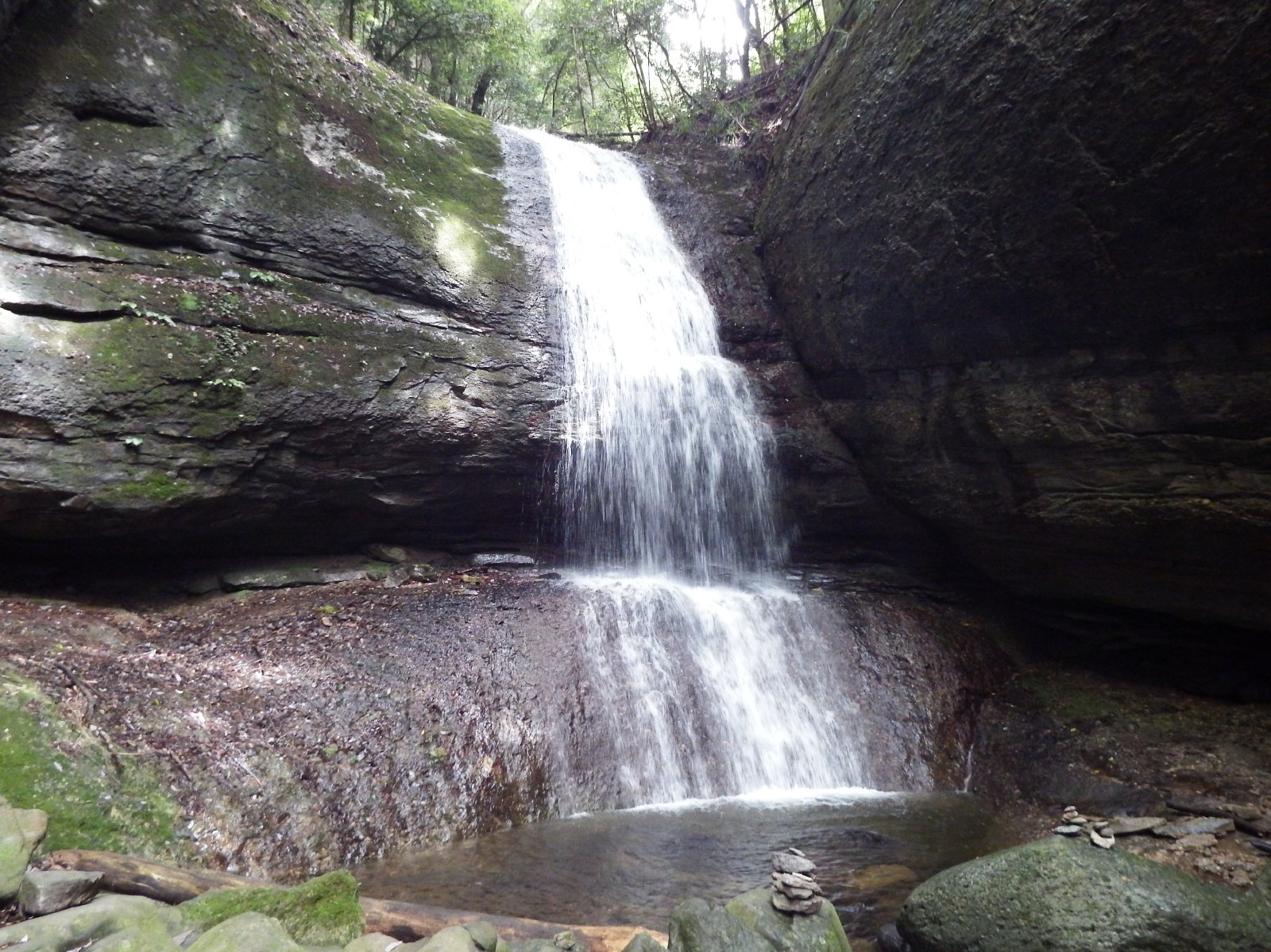
奥の滝

## 交通
国道11号線より落手トンネルの西口すぐ交差点から県道302号線に入り約7km。最後の民家からはアスファルト道からコンクリート道に変わり300mで到着。
遊歩道の入口手前に無料駐車場普通車で6台、その約30ｍ手前に有料駐車場普通車100円で約15台。バス駐車可。